# کنجی کامیاما
کنجی کامیاما (神山 健治، زادهٔ ۲۰ مارس ۱۹۶۶) کارگردان انیمیشن ژاپنی است.
از آثار او می‌توان به فیلم‌های ارباب حلقه‌ها: جنگ روهیریم، جنگ ستارگان: دیدگاه‌ها، شبح درون پوسته: سک ۲۰۴۵، چرت زدن پرنسس، عدن شرق، شبح درون پوسته: استند الون کامپلکس - جامعه در حالت استوار و شبح درون پوسته: استند الون کامپلکس اشاره کرد.